# Нискотарифна авио-компанија
Нискотарифна авио-компанија (енгл. low-cost airline) је врста авио-компаније чији су трошкови пословања изузетно ниски, а самим тиме и цене њихових услуга. То се најчешће постиже тако што компанија своје карте продаје искључиво преко интернета, у својој флоти имају авионе само једног типа, лете с аеродрома на којима су ниске таксе и на најпрофитабилнијим линијама, на својим летовима не служе бесплатна јела и пића, посебно наплаћују пртљаг, имају минимално потребан број запослених (али у прописаним границама безбедности) и слично.
Цена карте је ниска само ако се купи најмање два месеца унапред, јер са приближавањем датума полетања често је случај да су и скупљи од регуларних авио компанија.
Бивше нискотарифне авио-компаније у Србији:
- Центавија (Београд)
- Мастер ервејз (Ниш)

Нискотарифне авио-компаније које лете за Србију или из ње:
- Виз ер (Београд и Ниш)
- Рајанер (Ниш)
- Пегасус ерлајнс (Београд)
- Норвиџан ер шатл (Београд)
- Џерманвингс
- Изиџет
- Флајдубаи
- Вуелинг

## Европа
- Аустрија
  - Скај Јуроп
- Бугарска
  - Виз ер
- Мађарска
  - Виз ер
- Немачка
  - Ха-Ел-Икс
  - Џерманвингс
- Пољска
  - Виз ер
- Ирска
  - Рајанер
- Уједињено Краљевство
  - Изиџет
- Шпанија
  - Вуелинг

## Океанија
- Аустралија
  - Верџин блу
    - Пасифик блу

  - Тајгер ервејз Острејлија
  - Џетстар ервејз
- Нови Зеланд
  - Фридом ер